# سحر بيلي إيزلي
سحر بيلي إيزلي (بالإنجليزية: The Magic of Belle Isle)‏ هو فيلم دراما تم إنتاجه في الولايات المتحدة وصدر في سنة 2012. الفيلم من إخراج روب راينر وكتابة روب راينر. من بطولة مورغان فريمان وفيرجينيا مادسن وكيفين بولك وفريد ويلارد.

## الميزانية والإيرادات
بلغت تكلفة إنتاج الفيلم حوالي 5,000,000 دولار بينما حقق أرباحا تقدر بـ 102,388 دولار.

## وصلات خارجية
- سحر بيلي إيزلي على موقع IMDb (الإنجليزية)
- سحر بيلي إيزلي على موقع ميتاكريتيك (الإنجليزية)
- سحر بيلي إيزلي على موقع روتن توميتوز (الإنجليزية)
- سحر بيلي إيزلي على موقع نتفليكس (الإنجليزية)
- سحر بيلي إيزلي على موقع قاعدة بيانات الأفلام العربية
- سحر بيلي إيزلي على موقع ألو سيني (الفرنسية)
- سحر بيلي إيزلي على موقع أول موفي (الإنجليزية)
- سحر بيلي إيزلي على موقع بوكس أوفيس موجو (الإنجليزية)
- سحر بيلي إيزلي على موقع فيلمافينيتي (الإسبانية)
- سحر بيلي إيزلي على موقع قاعدة بيانات الفيلم (الإنجليزية)